# Christian Rakovsky

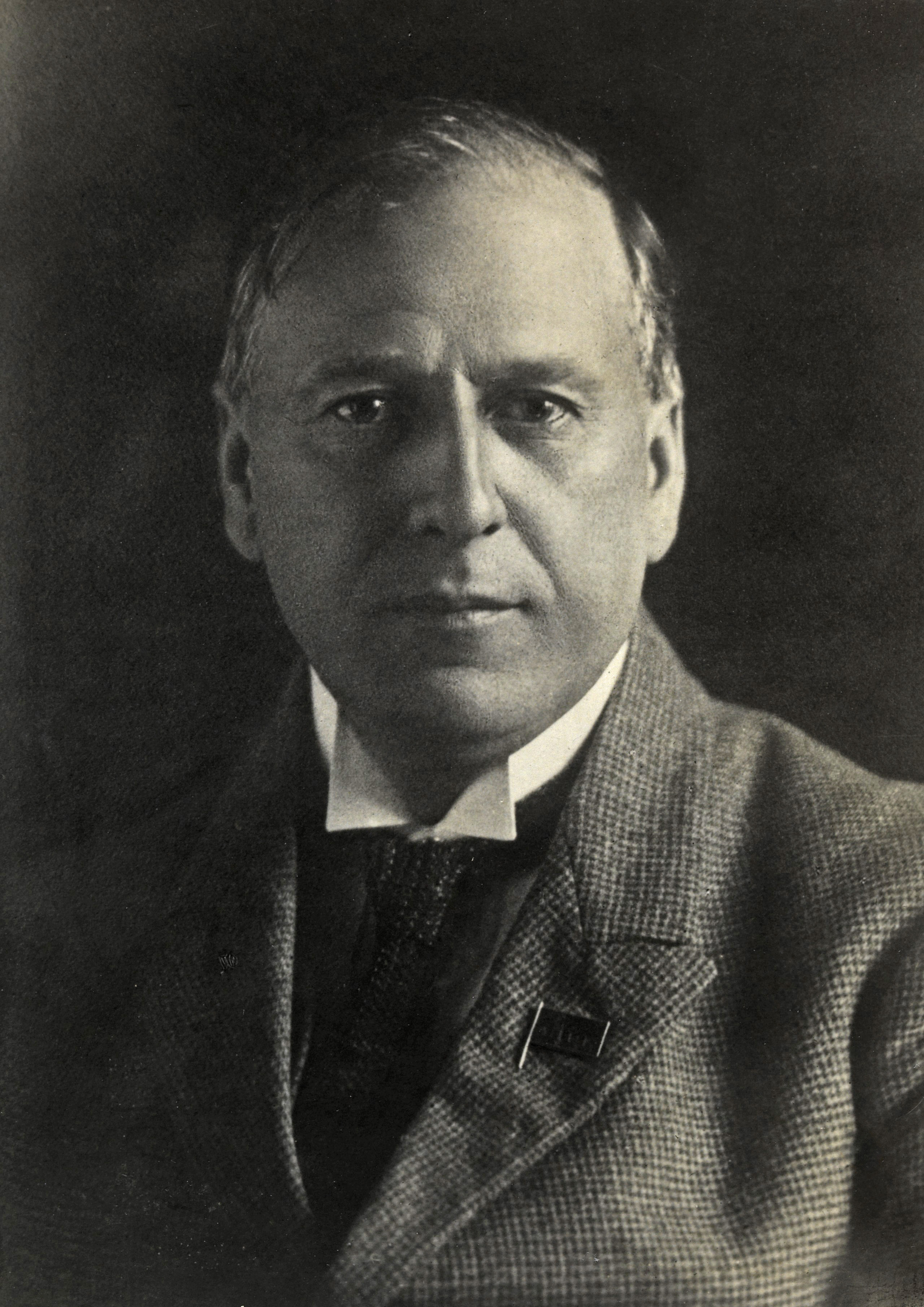
Christian Rakovsky là một nhà cách mạng xã hội chủ nghĩa Bulgaria

Christian Rakovsky (13 tháng 8 năm 1873 - 11 tháng 9 năm 1941) là một nhà cách mạng xã hội chủ nghĩa Bulgaria, một chính trị gia Bolshevik và nhà ngoại giao Xô viết; ông cũng được ghi nhận là một nhà báo, bác sĩ và nhà luận văn. Sự nghiệp chính trị của Rakovsky đưa ông đi khắp vùng Balkan và sang Pháp và  Nga; trong một phần cuộc đời của mình, ông cũng là một công dân Rumani.